# Drepananthus polycarpus
Drepananthus polycarpus là loài thực vật có hoa thuộc họ Na. Loài này được C.T.White & W.D.Francis mô tả khoa học đầu tiên năm 1926 dưới danh pháp Cyathocalyx polycarpus. Năm 2010 Surveswaran S. et al. chuyển nó sang chi Drepananthus.

## Phân bố
New Guinea.